# 駒ヶ根市立赤穂中学校
駒ヶ根市立赤穂中学校（こまがねしりつ あかほちゅうがっこう）は、長野県駒ヶ根市にある公立中学校である。

## 交通
JR飯田線小町屋駅より徒歩約5分

## 通学区
- 南割区
- 中割区
- 北割二区
- 北割一区
- 小町屋区
- 福岡区
- 市場割区
- 上赤須区
- 町一区
- 町二区（第8自治組合、第13自治組合を除く）
- 町三区
- 町四区
- 上穂町区
- 中沢区吉瀬自治組合

## 概要
市内中心部に位置し、1学年6クラス程度の学校です。

## 沿革
- 1947年（昭和22年）　4月1日に「赤穂町立赤穂中学校」として開校。
- 1948年（昭和23年）　4月8日に開校記念式が開催される。
- 1953年（昭和28年）　1月29日から味噌汁給食が開始される。
- 1954年（昭和29年）　7月1日に駒ヶ根市制により現校名「長野県駒ヶ根市立赤穂中学校」と改称する。また、9月3日に開校記念駅伝大会が開催される。
- 1955年（昭和30年）　2月7日から完全給食が開始される。
- 1956年（昭和31年）　6月25日に西校舎が完成する。
- 1958年（昭和33年）　7月2日にプールが完成する。
- 1960年（昭和35年）　10月31日に音楽室・技術家庭科室が完成する。
- 1962年（昭和37年）　1月17日に赤穂中学校PTAが設立される。また、5月20日に体育館が完成し、10月30日には女子制服が制定される。
- 1963年（昭和38年）　9月12日に本館が完成する。
- 1964年（昭和39年）　1月18日に「正しく働いて正しく生きる」の碑が建立される。また、4月15日から一日一字が始まる。
- 1965年（昭和40年）　2月7日に完全給食10周年記念昼食会が行われる。また、6月4日に国旗掲揚塔が寄贈され、9月2日にはイニシャル「Ａ」決まる。
- 1967年（昭和42年）　3月4日から男子短髪となる。また、11月2日に開校20周年記念行事が行われる。
- 1969年（昭和44年）　3月31日に横断歩道トンネルが完成する。また、6月13日に新館が完成する。
- 1971年（昭和46年）　2月7日に学校標柱が設置される。また、8月3日に校庭散水装置が設置される。
- 1972年（昭和47年）　4月1日に特別活動研究指定校（県）となる。
- 1973年（昭和48年）　10月23日に第二次特別活動研究発表が行われる。
- 1974年（昭和49年）　3月19日に生徒会室内部塗装と備品設置がなされる。また、6月24日にのぞみの除幕式が行われる。
- 1975年（昭和50年）　8月5日に玄関前の旧校舎が取り壊しされる。また、10月24日に旧校舎跡地にテニスコート4面が完成する。
- 1976年（昭和51年）　11月17日に玄関前に大花壇・オブジェが完成する。
- 1977年（昭和52年）　12月24日に西門が完成する。
- 1978年（昭和53年）　12月23日に玄関前に校歌碑が建立される。
- 1979年（昭和54年）　9月15日に校歌ダンスが完成する。また、11月12日にテニスコートの東に部屋が増築される。
- 1980年（昭和55年）　7月27日に50メートルプールが完成する。
- 1981年（昭和56年）　4月1日に生徒会室のプレハブが完成する。
- 1982年（昭和57年）　4月1日にプレハブ棟（会議室・美術室）が完成する。
- 1983年（昭和58年）　6月24日に東校舎が着工する。
- 1984年（昭和59年）　3月20日に東校舎が竣工する。また、4月1日に男子制服が制定される。
- 1985年（昭和60年）　3月20日に「駒草の池」が完成する。
- 1987年（昭和62年）　10月31日に開校40周年記念行事語らい除幕式が開催される。また、卒業生名簿が刊行される。
- 1989年（平成元年）　11月に北校舎の改修が完成する。
- 1991年（平成3年）　6月にFBC内閣総理大臣賞を受賞する。また、10月19日に本館の大規模改修が完成する。
- 1992年（平成4年）　12月10日にパソコン教室が完成する。また、同月22日に中学校体育館の改修が完成する。
- 1993年（平成5年）　3月30日に社会体育館のステージが完成する。また、7月20日に校門前の道路のカラー舗装と花壇設置がなされる。さらに、11月18日には赤穂中学校PTAが文部大臣賞を受賞する。
- 1995年（平成7年）　6月3日にふるさと池山強歩大会が実施され、11月23日には陸上部が県駅伝大会を二連覇する。また、12月28日に「学校のきまり」から「頭髪に関するきまり」が削除される。
- 1996年（平成8年）　9月9日に北校舎の廊下の張り替えが行われる。
- 1997年（平成9年）　7月10日に北校舎南外壁と屋根が補修される。また、10月20日には赤穂中学校50周年記念行事が開催される。
- 1998年（平成10年）　11月27日に北校舎トイレ・教室内装全面改修がなされる。
- 1999年（平成11年）　4月5日に新1年生が新制服で入学。また、8月31日に南部室外壁が改修され、10月21日には放送室及び放送施設の改修によりテレビ放送が実現する。
- 2000年（平成12年）　8月6日に北校舎の各教室の黒板を全面改修し、8月21日に2階渡り廊下の改修が完了する。また、10月7日に「慈しみの像」の除幕式が行われる。
- 2001年（平成13年）　1月9日に「すずらんキッチン」がオープンする。また、3月1日～14日にかけて自転車通学試行が実施され、5月30日に自転車通学の実施・自転車置場が新設される。12月28日には、太田切川の花崗岩５個を東校舎前庭に設置される。
- 2003年（平成15年）　4月1日に2学期制が導入される。
- 2004年（平成16年）　写生会を春に実施し、それに伴い強歩大会を廃止する。また、8月に中学校体育館が改修される。11月には、同年10月23日に発生した新潟県中越地震被災者に対し義援金を送る。
- 2005年（平成17年）　2月に昨年12月26日に発生したスマトラ島沖地震被災者に対し義援金を送る。3月に職員室の拡張・印刷室の新設を行った。
- 2006年（平成18年）　7月生涯学習フォーラム授業を公開する。10月に社会体育館のカーテンレールを全面新調し、12月にサッカーゴールを新調する。
- 2007年（平成19年）　10月にパイプ椅子が80脚、12月に24脚が寄贈される。
- 2008年（平成20年）　4月に「すずらん牛乳」から一般牛乳へ移行。10月に図書が寄贈される。
- 2009年（平成21年）　1月に会議用長机が寄贈される。3月には北校舎、渡り廊下、本館の耐震工事が始まる。
- 2010年（平成22年）　1月に耐震工事が終了する。
- 2011年（平成23年）　4月に3学期制となる。また、10月に校舎案内板、中央アルプス案内パネル、テント（三間）を寄贈される。12月に視聴覚室南側の暗幕を寄贈される。
- 2012年（平成24年）　10月に白鈴祭にて航空写真を撮影する。また、大型テント2張、カラーレーザープリンター1台が寄贈される。
- 2013年（平成25年）　1月に校旗2棹が寄贈される。また、3月には中学校体育館が完成する。10月に式典用台一式（演台1台、花台2台、講演会台1台）が寄贈される。
- 2014年（平成26年）　1月に式典用紅白幕6枚、「堅忍不抜」刻字が寄贈される。11月には会議用机6台・椅子18脚が寄贈される。
- 2015年（平成27年）　1月に体育館用ジェットヒーター1台が寄贈される。

## 出身者
- 佐野成宏 - オペラ歌手
- 杉本幸治 - 元駒ヶ根市長
- 伊藤祐三 - 駒ヶ根市長

## 周辺
- 駒ヶ根市立赤穂小学校
- 駒ヶ根市役所
- 国道153号（三州街道）
- 小町屋駅
- 鼠川 - 隣接する駒ヶ根市立赤穂小学校との敷地を隔てている。